# 瑪麗蓮雙聯畫
瑪麗蓮雙聯畫是美國藝術家安迪·華荷1962年的著名畫作，為其描繪美國女演员瑪麗蓮·夢露的創作之一，現藏於泰特美術館。

## 簡介
畫作以網版印刷製作，左右兩部分各有25張以5x5排列的肖像。左邊的肖像是彩色的，右邊是黑白的。
作品於瑪麗蓮·夢露8月逝世後的數星期內完成，採用了她在1953年電影飛瀑怒潮中的劇照。
泰特現代藝術館在2015年4月27日至2016年1月10日的展覽「Witty, Sexy, Gimmicky: Pop 1957-67」展出了此作品。

## 評價
畫作的左右部分被認為是喚起夢露的生與死的關係。評論家卡米拉·帕格里亞在 Glittering Images 一書中讚許作品展示了夢露的事業及命運的「多重意義」。
衛報2004年12月2日的文章登出一項對500名藝術家及評論家等人的調查，此作被認為是當代藝術最有影響力的作品中排行第三。

## 外部連結
- 安迪·華荷描繪瑪麗蓮·夢露作品的分析 （页面存档备份，存于）